# تشارلي روجرز
تشارلي روجرز (بالإنجليزية: Charlie Rogers)‏ هو لاعب كرة قدم أمريكية أمريكي، ولد في 19 يونيو 1976 في Cliffwood, New Jersey ‏ في الولايات المتحدة.

## وصلات خارجية
- تشارلي روجرز على موقع مرجع كرة القدم المحترفة.كوم (الإنجليزية)